# Itoshima
Itoshima (糸島市, Itoshima-shi) é uma cidade localizada no oeste de Fukuoka (prefeitura), Japão.
A partir de 30 de junho de 2011, a cidade possui uma população estimada de 100,304, com 37,132 famílias e uma densidade populacional de 464.11 pessoas por km². A área total é 216.12 km².
A cidade moderna de Itoshima foi criada em 1 de janeiro de 2010, a partir da fusão da cidade de Maebaru e as vilas de Shima e Nijo (ambas do Itoshima (distrito)).

## Municipalidades adjacentes
- Fukuoka (Fukuoka)
- Saga (Saga)
- Karatsu (Saga)